# Menhir de Bratronice
Le menhir de Bratronice est une petite pierre dressée située près de la commune de Bratronice, en République tchèque.

## Situation
Le pseudo-menhir se situe à une dizaine de kilomètres au sud-ouest de Kladno et à une trentaine de kilomètres à l'ouest de Prague ; il se dresse au bord de la route 201 qui relie Bratronice à Běleč.

## Description
La pierre est gravée d'une croix et mesure moins d'un mètre ; il pourrait s'agir d'une borne ou d'une croix expiatoire (en tchèque : smírčí kříž), et non d'un véritable menhir.